# Asparagus officinalis
L'asparago comune o asparagio (Asparagus officinalis L.) è una angiosperma monocotiledone che appartiene alla famiglia delle Asparagacee.

## Etimologia
Il termine deriva dalla parola in latino asparagus a sua volta dal greco antico ἀσπάραγος?, aspáragos, variante di ἀσφάραγος, di etimologia incerta ma ricondotta al verbo in greco antico σφαραγέομαι?, spharagéomai, "rigurgitare" o a un etimo pre-greco.

## Descrizione

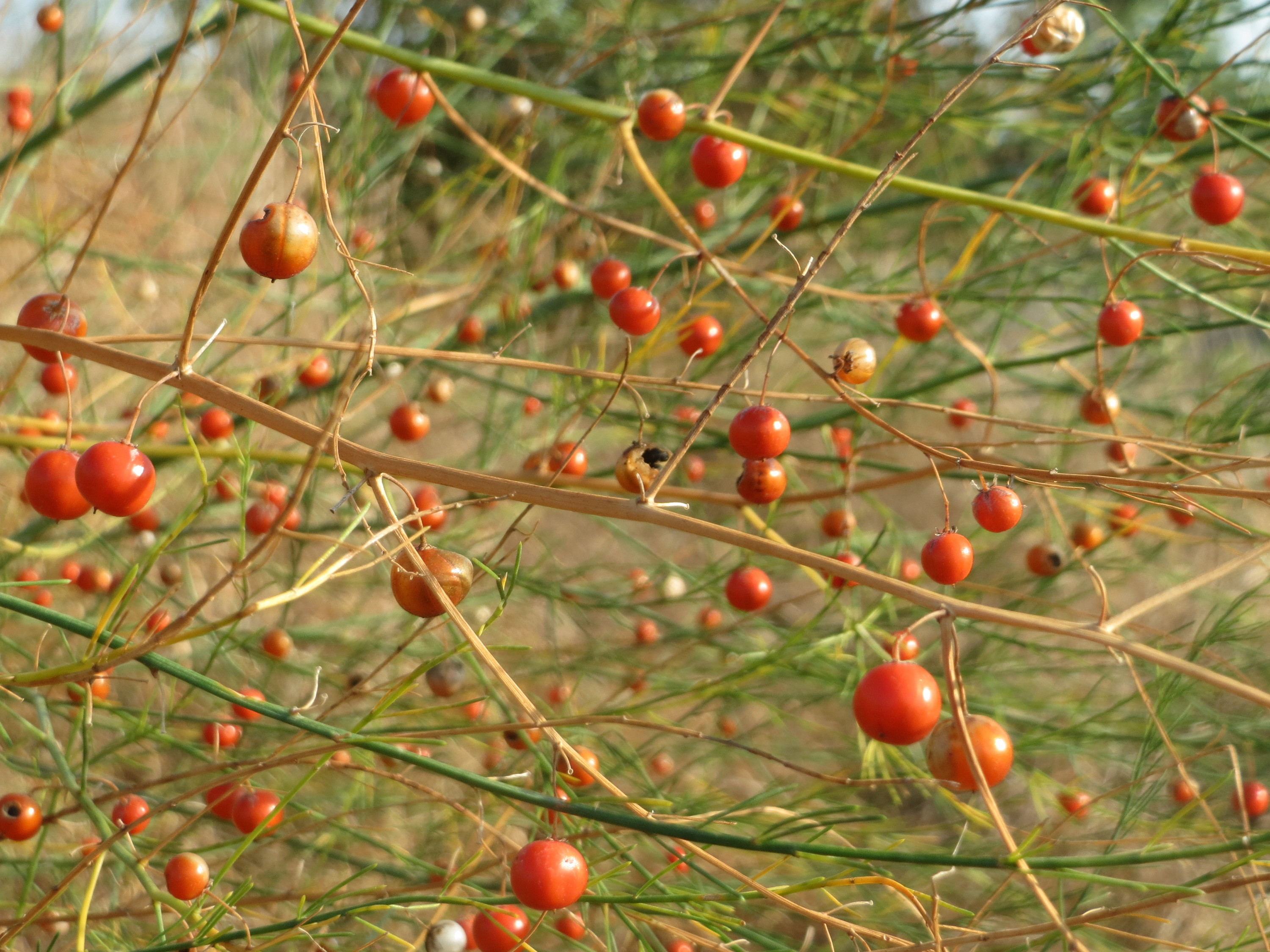
Frutti di asparago

L'asparago è una pianta erbacea e perenne che cresce fino a 100-150 cm di altezza, con steli robusti e fogliame molto ramificato. La pianta è dotata di rizomi, fusti modificati che crescono sotto terra formando un reticolo; da essi si dipartono i turioni, ovvero i giovani getti, epigei e commestibili della pianta.
Il fogliame non è in effetti formato da foglie: sono dei rami modificati (cladodi aghiformi) lunghi 6-32 mm e larghi 1 mm. Le foglie vere sono ridotte a squame minute membranacee triangolari poco osservabili.
È una specie dioica che porta cioè fiori maschili e femminili su piante diverse. I fiori sono campanulati, di colore che va dal bianco verdastro a giallastro, lunghi 4,5-6,5 mm, con sei tepali parzialmente fusi insieme alla base; sono portati singolarmente o in gruppi di due (talvolta tre) all'ascella dei rami.

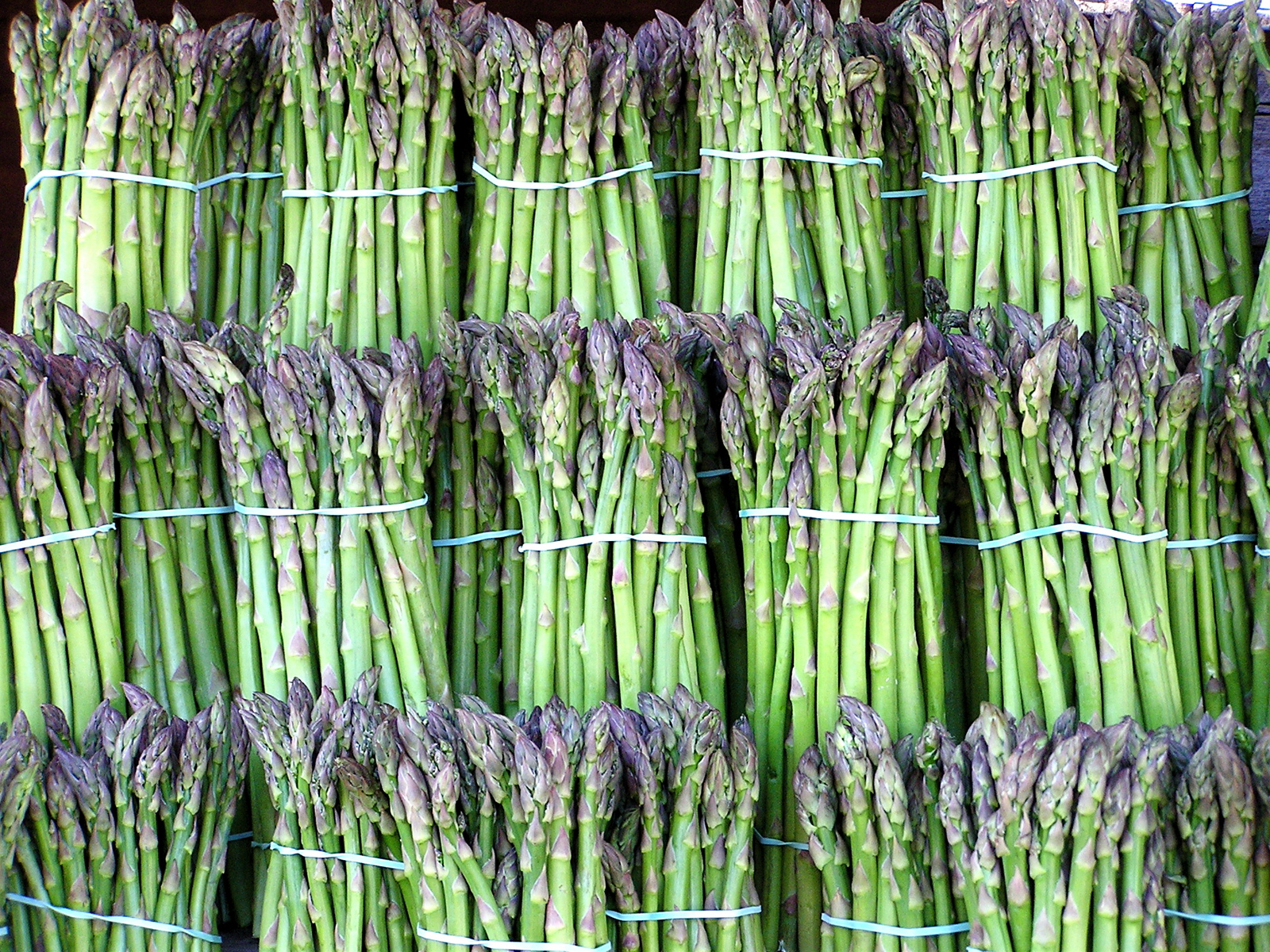
Mazzi di asparagi in vendita

Il frutto è una bacca sferica (6-7 mm), rosso-scarlatta, contenente semi neri. Il frutto è tossico per gli esseri umani.

## Distribuzione e habitat
Le fonti differiscono per quanto riguarda l'areale nativo della pianta, ma generalmente includono la maggior parte dell'Europa e dell'Asia temperata occidentale.

## Coltivazione

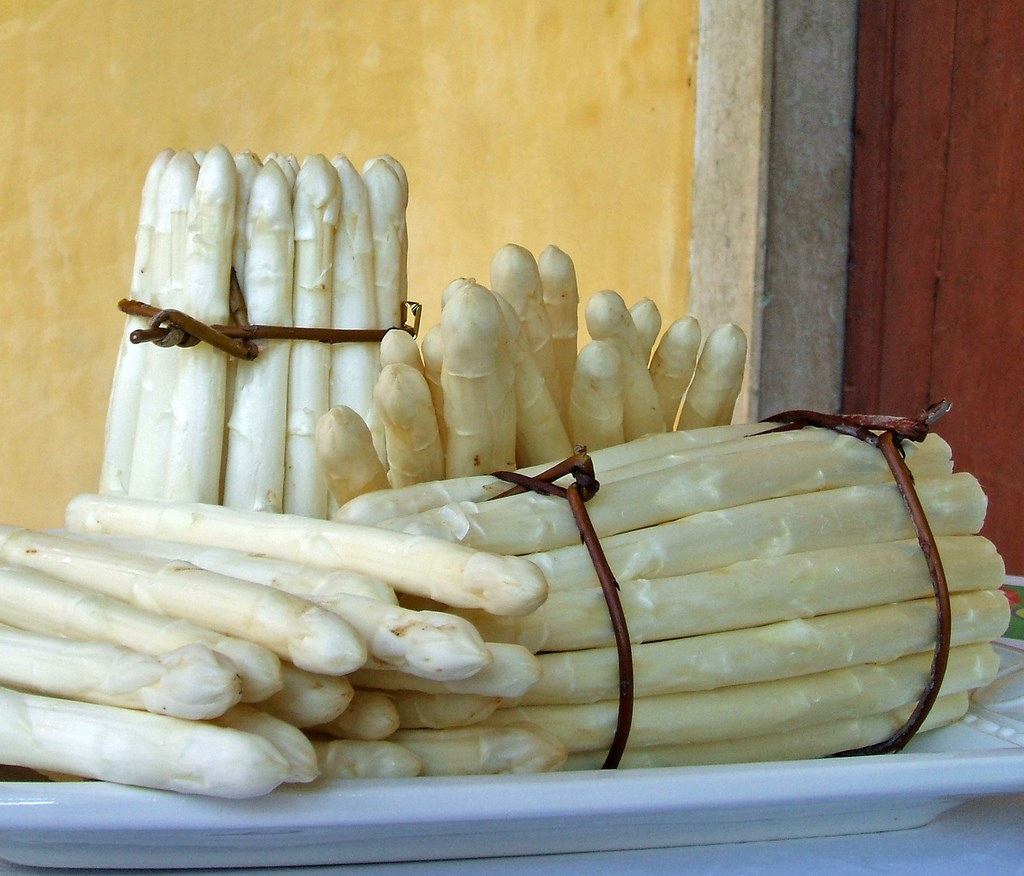
Asparagi bianchi

Poiché gli asparagi sono spesso originari di habitat marittimi, prosperano in terreni troppo salini per la crescita delle normali piante infestanti. Per questo motivo, tradizionalmente si utilizzava un po' di sale per sopprimere le erbacce nelle coltivazioni destinate agli asparagi; questo però presentava lo svantaggio che il terreno non poteva essere utilizzato per altri scopi. Alcune regioni e zone di coltivazione sono più adatte di altre alla coltivazione degli asparagi, come la costa occidentale del Nord America e altri ambienti più marittimi, mediterranei.
Gli asparagi viola si differenziano da quelli verdi e bianchi perché contengono molti zuccheri e pochissime fibre. L'asparago viola è stato originariamente sviluppato in Italia, vicino alla città di Albenga e commercializzato con il nome di varietà 'Asparago violetto d'Albenga'. Anche gli asparagi viola possono diventare verdi durante la cottura a causa della loro sensibilità al calore.
Nel caso di coltura forzata il turione si presenta di colore bianco, mentre in pieno campo a causa della fotosintesi clorofilliana, assume una colorazione verde. Se non vengono raccolti per il consumo, dai turioni si dipartono gambi di lunghezza variabile da 1 fino a 1,5 m; tali gambi vanno raccolti quando ancora essi non hanno raggiunto una consistenza dura.
L'asparago bianco è il risultato dell'applicazione di una tecnica di sbiancamento mentre i germogli di asparago stanno crescendo. Per coltivare gli asparagi bianchi, i germogli vengono ricoperti di terra man mano che crescono, cioè rincalzati; senza l'esposizione alla luce solare, la fotosintesi non avviene e i germogli rimangono bianchi.
Le piante maschili tendono a produrre germogli più piccole e sottili, mentre le piante femminili tendono a produrre germogli più grandi e spessi. Lo spessore non è indice di tenerezza o durezza. Gli steli sono spessi o sottili dal momento in cui germogliano dal terreno.
Si dice che gli asparagi siano una pianta utile in coltivazione combinata ai pomodori, in quanto la pianta di pomodoro respinge il coleottero dell'asparago. Gli asparagi possono respingere alcuni nematodi radicali nocivi che colpiscono le piante di pomodoro.

## Storia
Gli asparagi sono stati utilizzati come verdura per il loro sapore caratteristico e in medicina per le loro proprietà diuretiche e la loro presunta funzione afrodisiaca. Sono raffigurati come offerta su un fregio egizio risalente al 3000 a.C. Anticamente erano conosciuti anche in Siria e nella penisola iberica. Greci e Romani li mangiavano freschi durante la stagione estiva, mentre li essiccavano per utilizzarli in inverno. L'imperatore Augusto coniò l'espressione "più veloce della cottura degli asparagi" per indicare un'azione rapida.
L'asparago fu appunto citato da Teofrasto, Catone, Plinio e Apicio; in particolare questi ultimi due ne descrissero accuratamente non solo il metodo di coltivazione, ma anche quello di preparazione. Agli imperatori romani gli asparagi piacevano così tanto, che, ad esempio, sembra che abbiano fatto costruire delle navi apposite per andarli a raccogliere, navi che avevano come denominazione proprio quella dell'asparago ("asparagus").
Dal XV secolo è iniziata la coltivazione in Francia, per poi, nel XVI secolo, giungere all'apice della popolarità anche in Inghilterra; solo successivamente fu introdotto in Nord America. I nativi americani essiccavano gli asparagi per successivi usi officinali.

## Usi

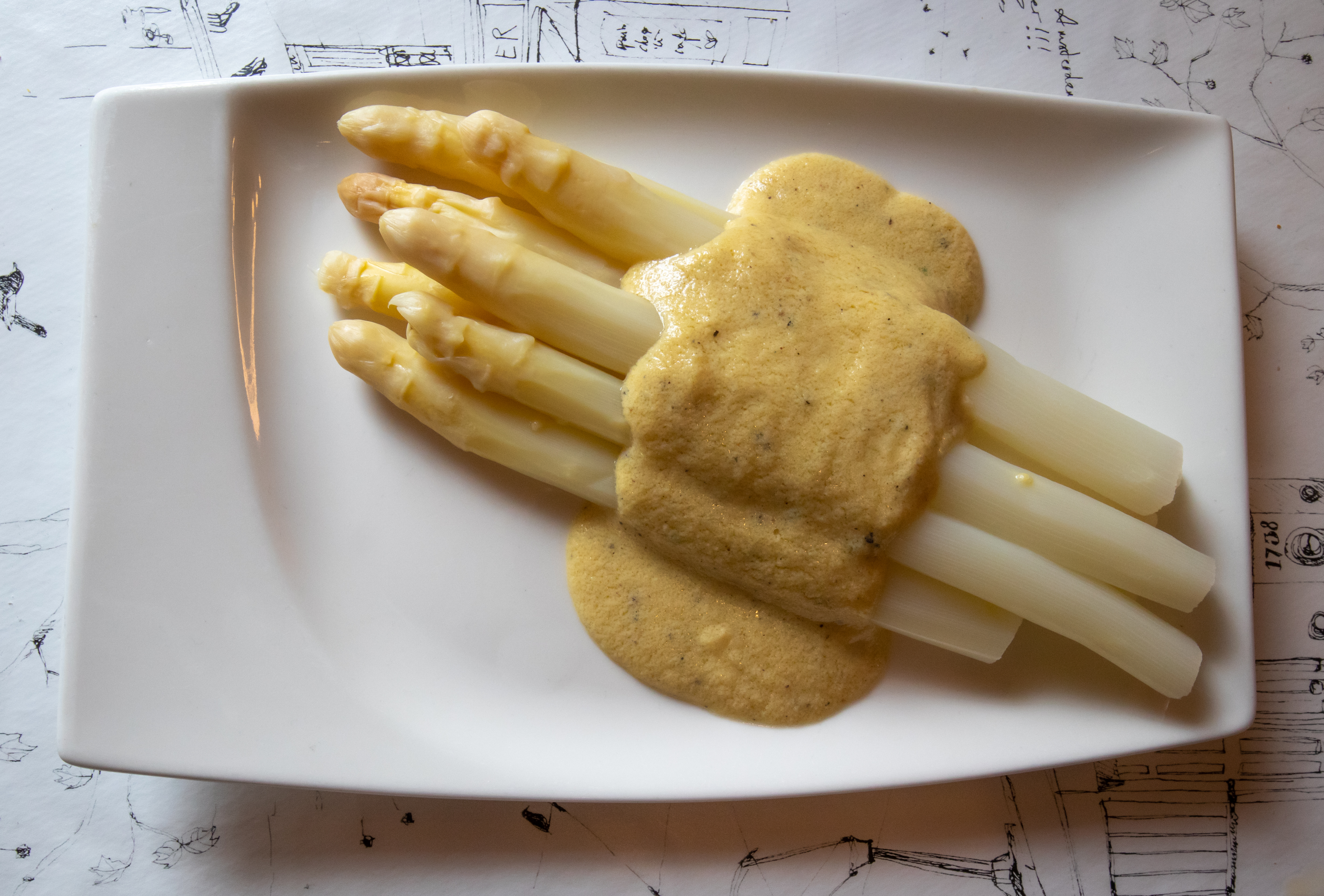
Asparagi serviti con salsa olandese

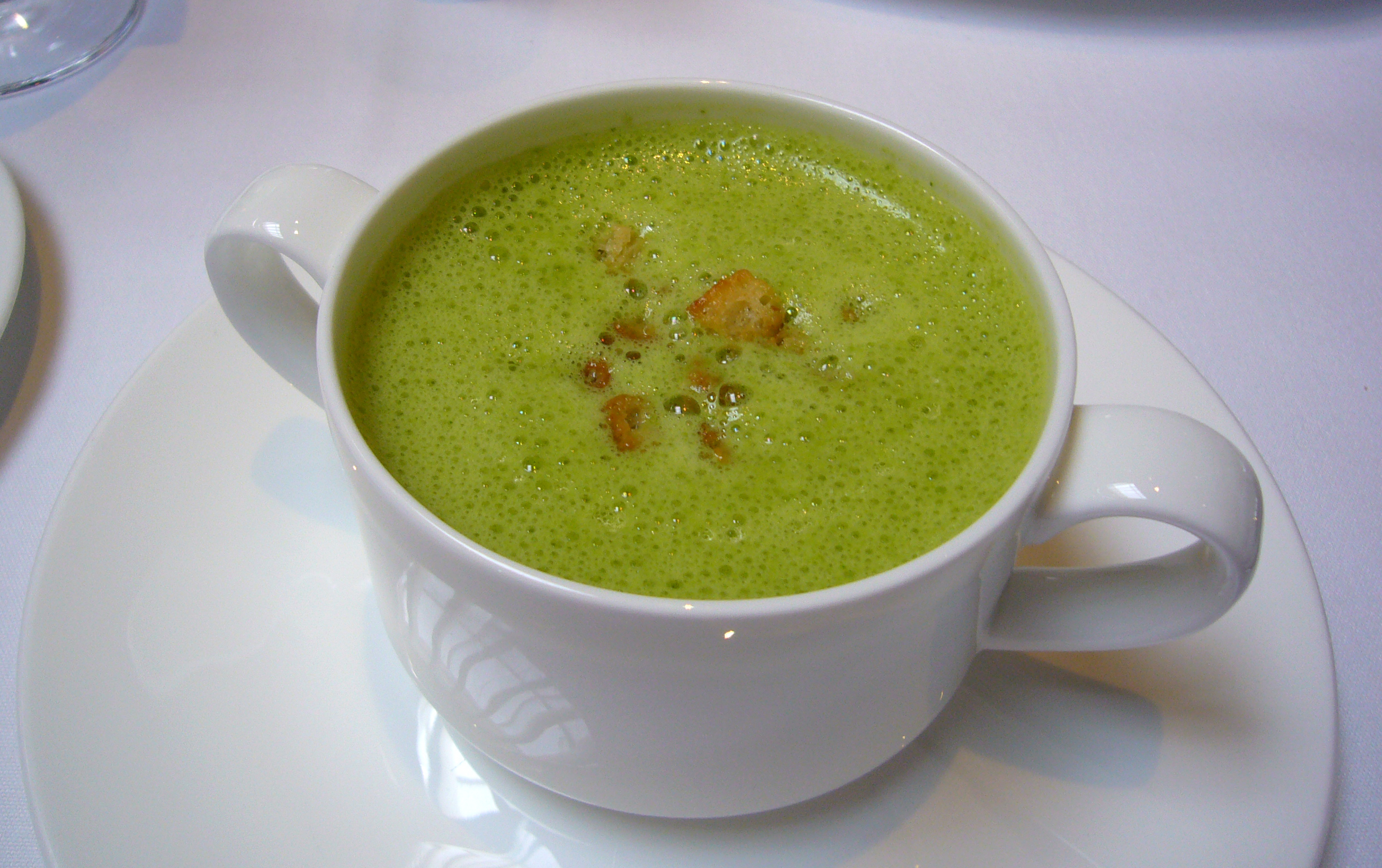
Zuppa di asparagi

Gli asparagi sono un alimento povero di calorie e povero di sodio. Rappresentano una buona fonte di vitamina B6, calcio, magnesio e zinco, e un'ottima fonte di fibre alimentari, proteine, beta-carotene, vitamina C, vitamina E, vitamina K, tiamina, riboflavina, rutina, niacina, acido folico, ferro, fosforo, potassio, rame, manganese e selenio, così come il cromo, un oligoelemento che regola la capacità dell'insulina di trasportare il glucosio dal flusso sanguigno alle cellule. L'amminoacido asparagina prende il nome dall'asparago, da cui è stato isolato per la prima volta, poiché la pianta dell'asparago è relativamente ricca di questo composto.
Di solito si mangiano solo i giovani germogli degli asparagi: una volta che le gemme iniziano ad aprirsi, i germogli diventano rapidamente legnosi.
I germogli vengono preparati e serviti in diversi modi in tutto il mondo, in genere come antipasto o contorno di verdure. Nella cucina asiatica, gli asparagi vengono spesso saltati in padella. I ristoranti cantonesi negli Stati Uniti servono spesso asparagi saltati in padella con pollo, gamberetti o manzo. Possono anche essere arrostiti velocemente sulla brace o utilizzati anche come ingrediente in alcuni stufati e zuppe.
Gli asparagi possono anche essere trasformati in sottaceti e conservati per diversi anni.
Lo spessore del fusto indica l'età della pianta: i fusti più spessi provengono dalle piante più vecchie. Gli steli più vecchi e spessi possono essere legnosi, anche se sbucciando la buccia alla base si rimuove lo strato duro. Gli asparagi sbucciati si cuociono molto più velocemente. La parte inferiore degli asparagi contiene spesso sabbia e terra, per cui in genere si consiglia di pulirli accuratamente prima di cucinarli.
Gli asparagi verdi sono consumati in tutto il mondo e la disponibilità di importazioni durante tutto l'anno li ha resi meno rari di quanto non fossero un tempo.
La Cina è di gran lunga il più grande produttore mondiale: nel 2017 ha prodotto 7.845.162 tonnellate, seguita dal Perù con 383.098 tonnellate e dal Messico con 245.681 tonnellate.

## Riferimenti nella cultura
L'effetto del consumo di asparagi sull'urina escreta in seguito è stato osservato da tempo: quando il vegetale viene digerito, alcuni composti presenti negli asparagi vengono metabolizzati per produrre ammoniaca e vari prodotti di degradazione contenenti zolfo, tra cui vari tioli e tioesteri, che dopo il consumo conferiscono all'urina un odore caratteristico. Alcuni dei composti organici volatili responsabili dell'odore sono:
- metantiolo
- solfuro di dimetile
- dimetil disolfuro
- bis(metiltio)metano
- dimetilsolfossido
- dimetilsolfone

L'insorgenza dell'odore di urina di asparago è notevolmente rapida, mentre il declino è più lento. È stato riportato che l'odore è rilevabile da 15 a 30 minuti dopo l'ingestione e si attenua con un'emivita di circa quattro ore.
Édouard Manet ha dedicato due quadri all'ortaggio: Mazzo di asparagi e L'asparago (1880).
Nel libro Gli asparagi e l'immortalità dell'anima lo scrittore Achille Campanile disquisisce sulle possibili correlazioni tra gli asparagi e l'immortalità dell'anima giungendo alla conclusione che da qualunque parte si esamini la questione non c'è nulla di comune fra gli asparagi e l'immortalità dell'anima.